# ズヴェヌィーホロド (リヴィウ州)
ズヴェヌィーホロド（ウクライナ語: Звенигород）は、ウクライナ・リヴィウ州プストムィティウシク地区(uk)の村落（село / セロ）である。また、ズヴェヌィーホロドとショロムィニ(ru)、フルィーニウ(uk)、ヴィドヌィクィ(uk)、コーツリウ(uk)の5村からなるズヴェヌィーホロド村評議会(uk)の構成自治体でもある。中世には都市（ロシア語におけるгород / ゴロド）であり、史料上の最初の言及は1087年（もしくは1086年）である。

## 歴史
研究者の何人かは、ズヴェヌィーホロドは1000年頃にブジャーネ族の移住によって建設されたとみなしている。都市としてズヴェヌィーホロドが最初に言及されるのは『イパーチー年代記』においてであり、それによれば、1087年にヤロポルク・イジャスラヴィチが亡命先のポーランドからズヴェヌィーホロドに帰国しようとした（ヤロポルクはズヴェヌィーホロドへの途上で殺された）、と記述されている。ただし、『ラヴレンチー年代記』はこの出来事を1086年のこととしている。この時期においては、ズヴェヌィーホロドは要塞化された都市であり、西ルーシにおける戦略上の重要拠点であった。
12世紀にはズヴェヌィーホロドはズヴェニゴロド公ウラジーミル（ボロディミルコとも）の統治の下に全盛期を迎えた。ズヴェヌィーホロドはズヴェニゴロド公国の首都となっていた。ウラジーミルは南西ルーシの諸公国（ズヴェニゴロド公国、ペレムィシュリ公国、テレボヴリ公国、ガーリチ公国）を統合し、1141年に自国の首都をガーリチに移した。1144年と1146年にはキエフ大公フセヴォロド2世の攻撃を受けたが、2回とも陥落を防いでいる。また、12世紀の白樺文書が3枚発見されている。
ただし首都がガーリチに移ったことによって、ズヴェヌィーホロドの果たす役割は減少した。さらに1241年にはモンゴルのルーシ侵攻により被害を受け、加えて、付近に建設されたリヴィウが急速に発展したこともあり、かつての居住地としての価値は失われた。その後、1340年から1772年までの間は、ポーランド王国のルーシ県の一部となっていた。また行政区分としては、15世紀から村（село）として位置づけられていた。

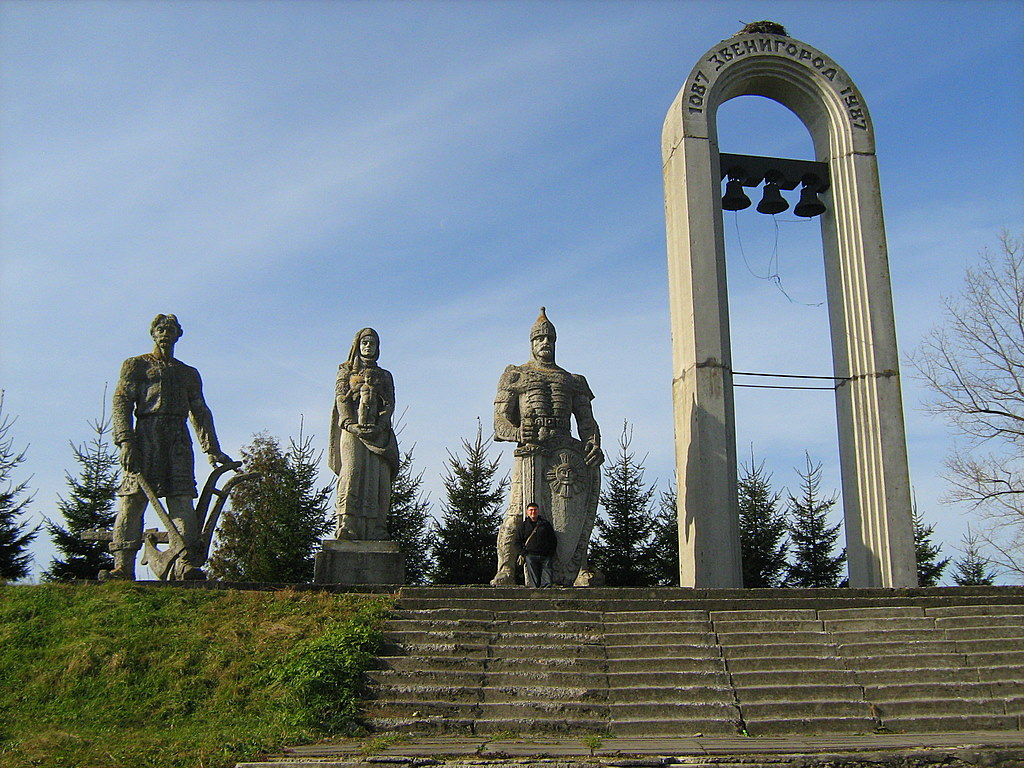
創立900年の記念碑